# Ein Held unserer Zeit

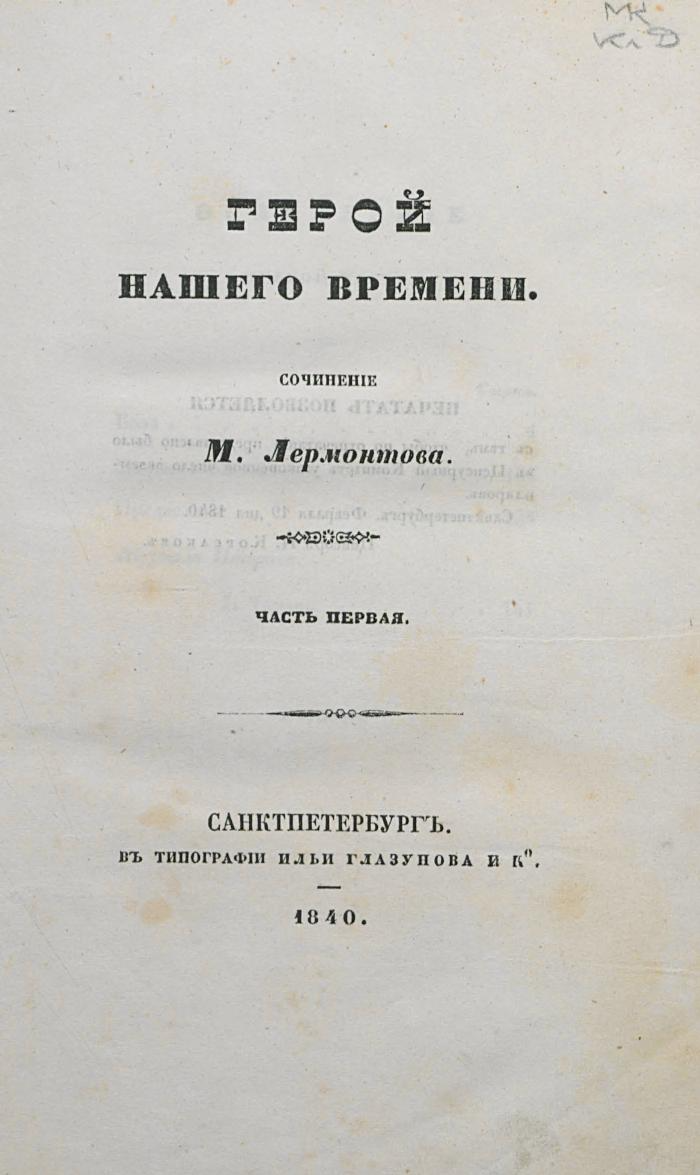
Titelblatt der Erstausgabe 1840

Ein Held unserer Zeit (russisch Герой нашего времени) ist ein Roman des russischen Schriftstellers Michail Lermontow aus dem Jahr 1840. Lermontows einziges zu Lebzeiten vollendetes Prosawerk gilt als erster psychologischer Roman der russischen Literatur. Sein Protagonist Petschorin trägt deutlich Züge der Byron’schen Helden und wurde, gemeinsam mit Puschkins Eugen Onegin, für Generationen russischer Schriftsteller zum Urbild des „überflüssigen Menschen“.

## Inhalt

### Langfassung (linear)
Auf dem Weg vom georgischen Tiflis ins russische Wladikawkas schließt der Ich-Erzähler, ein junger Reiseschriftsteller, Bekanntschaft mit dem wesentlich älteren Maxim Maximowitsch, Stabshauptmann in Diensten der russischen Besatzungsmacht. Maxim, mit Land und Leuten vertraut, übernimmt die Führung auf dem schwierigsten Teilstück über den Kaukasus. In einer Zwangspause lässt er sich auch eine außergewöhnliche Geschichte entlocken, die fünf Jahre zurückliegt. Ausgangspunkt war eine muslimische Hochzeit im Hause eines kaukasischen Fürsten; hauptbeteiligt dessen jüngste Tochter, die 16-jährige Bela, und der rund zehn Jahre ältere Offizier Grigorij Alexandrowitsch Petschorin, gemeinsam mit Maxim zu Gast. Bei einem Solotanz machte Bela Petschorin schöne Augen, er fing Feuer und stiftete ihren Bruder an, sie in Abwesenheit des Vaters zu rauben und ihm zuzuführen. Im Gegenzug versprach er dem Heißsporn das weit und breit begehrteste Pferd; es seinem nicht minder heißblütigen Besitzer Kasbitsch zu entwenden galt als undurchführbar. Dennoch gelang der Doppelraub. Petschorin gelang es in der Folgezeit sogar, die Gunst des gefangen gehaltenen Mädchens zu gewinnen. Er selbst hingegen verlor das Interesse an ihr. Vollends tragisch endete die Geschichte dadurch, dass Kasbitsch sich rächte, indem er seinerseits Bela raubte und ihr, als seine Ergreifung unabwendbar bevorstand, eine Verletzung zufügte, an der sie nach zweitägiger Agonie verstarb.

Pferde im Kaukasus
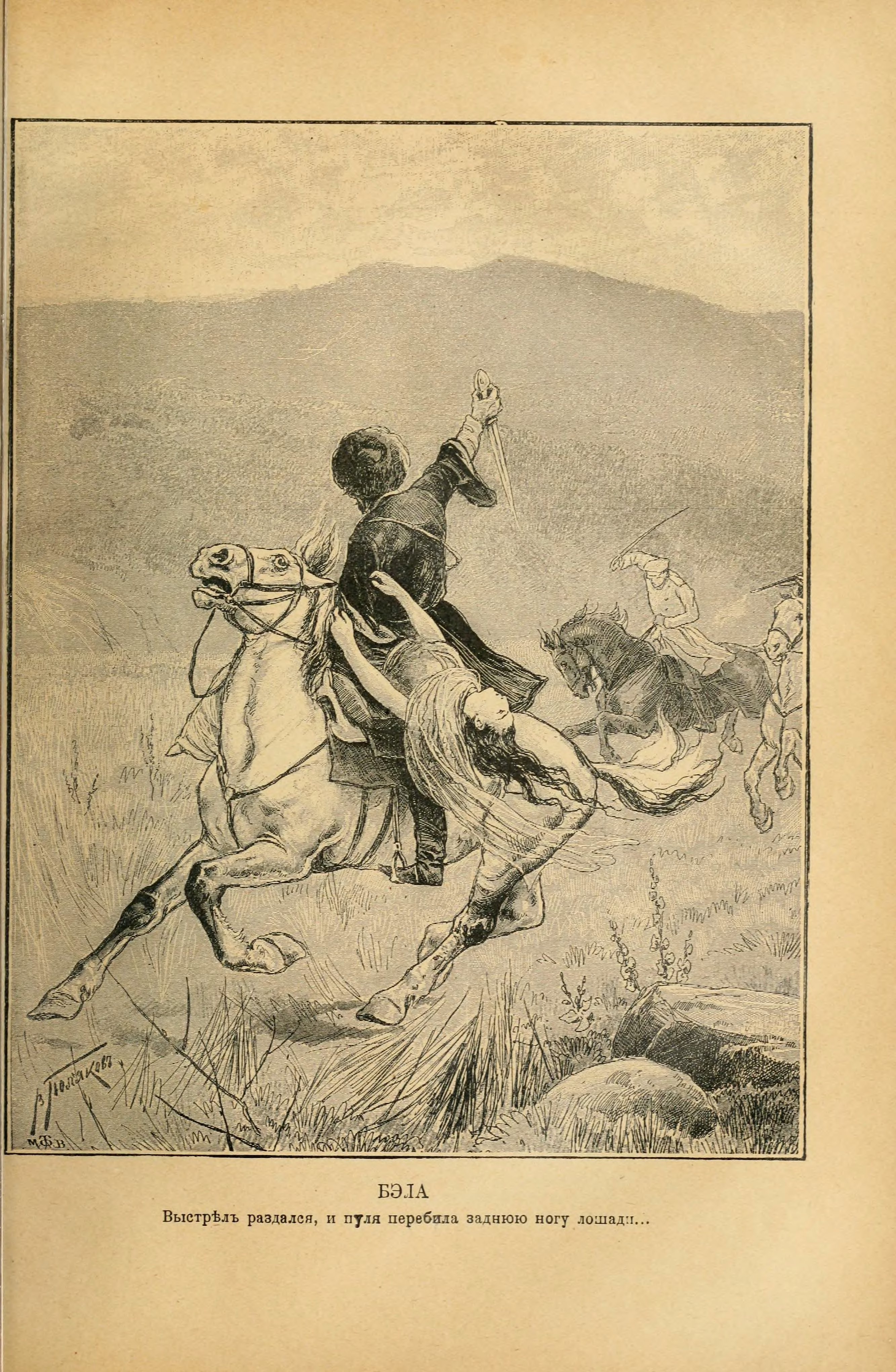
Kasbitsch raubt Bela (W.A. Poljakow)
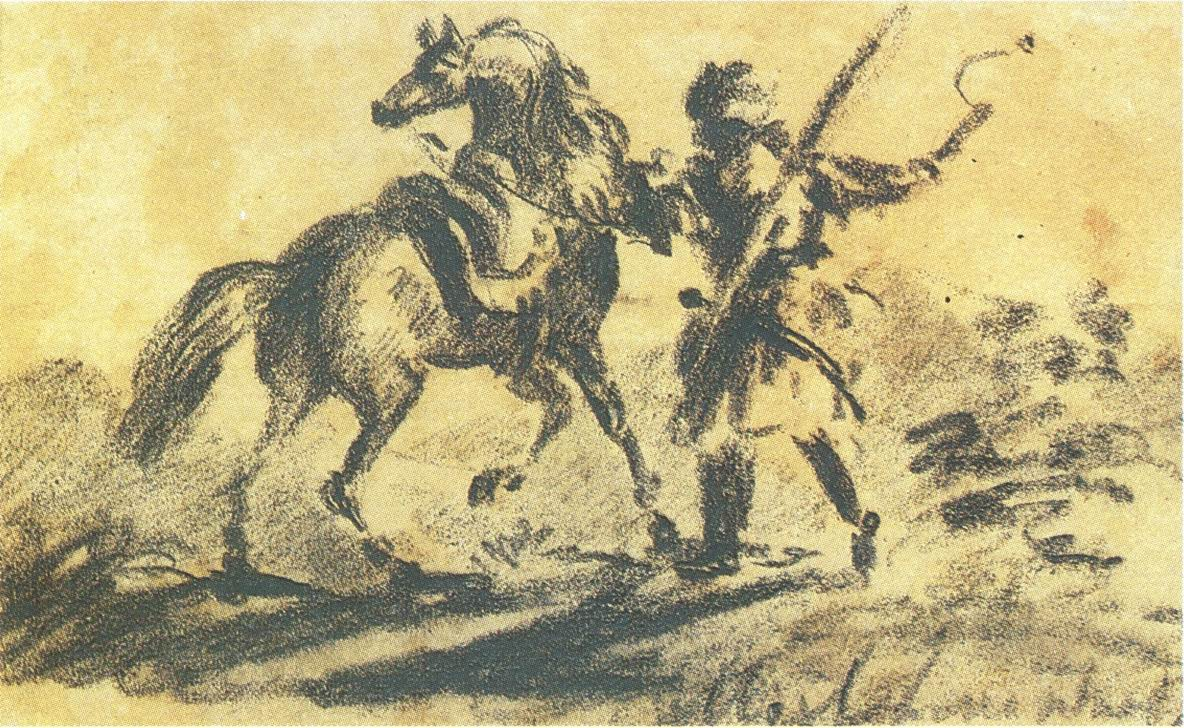
Tscherkesse mit Pferd (Lermontow)

Der Zufall führt die Reisegefährten, nachdem sie sich schon voneinander verabschiedet hatten, in Wladikawkas noch einmal zusammen. Beiderseits hocherfreut, gerät Maxim regelrecht aus dem Häuschen, als er erfährt, dass auch Petschorin gerade vor Ort ist. Er erwartet, einem guten Freund wiederzubegegnen, hat doch ihr gemeinsames Jahr tiefe Spuren in ihm hinterlassen. Die oft unvorhersehbaren Entschlüsse Petschorins mit ihren teils gravierenden Folgen hatte er zwar mitunter missbilligt, letztlich aber alle mitgetragen und als militärischer Vorgesetzter des strafversetzten Offiziers sogar mitverantwortet, wie eben die Entführung Belas. Das verbindet, glaubt Maxim. Doch er täuscht sich. Petschorin lässt ihn erst warten und fertigt ihn dann freundlich-unverbindlich ab, bevor er nach Persien weiterreist. Seine „Papiere“, die Maxim verwahrt hatte, überlässt er ihm zur freien Verfügung; der namenlos bleibende Ich-Erzähler, Zeuge ihres kurzen Wiedersehens, bietet sich an, sie an sich zu nehmen; als ihn die Kunde von Petschorins Tod erreicht, entschließt er sich zur Herausgabe eines Teils von ihnen, bestehend aus drei Erzählungen – diese komplettieren den Roman.
In der ersten Erzählung strandet Petschorin, als „reisender Offizier“, für einige Tage in Taman, in seinen Augen die „ekelhafteste aller russischen Seestädte“. Er bezieht Quartier im einzig verfügbaren Haus; es gilt als verrufen und wird von einem sonderbaren Trio bewohnt: eine angeblich taube Alte, ein Junge, der sich als blinder Waise ausgibt, und ein „rassiges“ Mädchen, das Petschorin bezirzt, eine „Undine“ seinem Empfinden nach. Er hat gute Gründe, sich an diesem Ort unsicher zu fühlen, aber weniger gute, den Bewohnern heimlich nachzustellen, und gar keine, ihnen mit einer Anzeige zu drohen. So bringt er sich selbstverschuldet in Gefahr: Von „Undine“ zu einem nächtlichen Stelldichein in ein Boot gelockt, entgeht er ihrem Tötungsversuch auf offener See mit knapper Not. Der Fehlschlag hat existenzielle Folgen für das Trio: Sie verlieren ihre Erwerbsquelle. Schuldbewusst hält Petschorin im Tagebuch fest, er habe die „friedliche Gemeinschaft“ von „ehrlichen Schmugglern“ gestört.
Der Hauptschauplatz der zweiten Tagebuch-Erzählung, Pjatigorsk, ist ein Ort, an dem Petschorin sich auf Anhieb wohlfühlt; die Schönheit der Landschaft bringt ihn regelrecht zum Schwärmen. Auch ist er hier unter seinesgleichen: wohlhabenden Russen, die gekommen sind, um sich eine Kur zu gönnen, die keineswegs alle nötig haben. Ihre Hauptbeschäftigung ist daher, sich in Gesellschaft zu „zeigen“ und sich darüber auszutauschen, wie dies den Anderen gelingt, vornehmlich per Klatsch und Tratsch. Petschorin hält sich ein wenig abseits – mit der Absicht, bei passender Gelegenheit umso schärfer zu schießen, wenn es darum geht, jemanden zu treffen, der es seiner Ansicht nach „verdient“. Hauptkandidat ist sein Regimentskamerad Gruschnizkij, dessen affektiertes Werben um „Prinzessin“ Mary, eine reizende junge Moskauerin, ihn abstößt und die er ihm mühelos ausspannt, ohne genau zu wissen, ob er sich selbst in sie verliebt hat oder über sie Zugang sucht zu seiner Geliebten Vera, die ihm in Begleitung ihres Gatten nachgereist ist und ein Wiedersehen wünscht. Währenddessen wird, mit Gruschnizkij als Speerspitze, ein Komplott gegen Petschorin geschmiedet, um ihm einen „Denkzettel“ zu verpassen. Durch Zufall belauscht er, was auf ihn zukommt: Ein zum Schein ernstes Duell soll ihm Angst einjagen. Er dreht den Spieß um und macht aus dem abgekarteten Spiel seinerseits Ernst. Das Resultat ist ein veritabler Scherbenhaufen: ein getöteter Duellant, ein gebrochenes Herz, eine zerrüttete Ehe und ein strafversetzter Offizier.
Ein Streitgespräch unter Offizieren bildet den Auftakt zur letzten Erzählung; sie tauschen sich darüber aus, inwieweit sie als Christen den im Islam tief verwurzelten Glauben an eine Vorherbestimmung des menschlichen Schicksals teilen. Wulitsch, einer der angesehensten Männer, macht dem Disput ein Ende, indem er anbietet, die Frage durch ein Spiel auf Leben und Tod zu entscheiden. Petschorin, für einige Tage aus Maxims Aufsicht entlassen, schlägt ihm eine Wette vor, bei der er darauf setzt, dass es keine Vorsehung gibt; der Fatalist Wulitsch hält dagegen. Während er die Anwesenden darauf vorbereitet, dass er den Beweis durch eine Art russisches Roulette zu führen gedenkt, meint Petschorin auf dessen Gesicht Anzeichen seines bevorstehenden Todes wahrzunehmen… Wulitsch gewinnt die Wette; Petschorin räumt seine Niederlage ein, ist allerdings ein wenig irritiert ob seiner Sinnestäuschung… Noch vor Anbruch des Morgens jedoch erreicht ihn die Nachricht von Wulitschs gewaltsamem Tod: Auf dem nächtlichen Heimweg sei er seinem Mörder in die Arme gelaufen, einem Kosaken, der im Zustand der Trunkenheit stets Amok laufe und nicht rechtzeitig eingefangen werden konnte. „…Es wird ihm wohl so bestimmt gewesen sein“, schließt Maxim seinen Kommentar, nachdem Petschorin ihm von dem Vorfall berichtet hat.

### Kurzfassung (chronologisch)
Ordnet man die Eckpunkte der Handlung der Chronologie nach, ergibt sich daraus folgende Fabel (in Klammern die Positionierung innerhalb der linearen Erzählung):
Den aus Petersburg stammenden Protagonisten Petschorin lernt man im Alter von etwa 25 kennen. Er hat eine militärische Laufbahn eingeschlagen. Als reisender Offizier gerät er in Taman unter Schmuggler und nicht ganz schuldlos in Lebensgefahr (4). Nach Beteiligung an einem Feldzug weilt er einige Zeit in den Kurorten Pjatigorsk und Kislowodsk, wo er sich in alte und neue Liebesbeziehungen verstrickt und ein Duell austrägt (5), was eine einjährige Strafversetzung in eine entlegene Festung im Kaukasus nach sich zieht, unter Aufsicht von Stabshauptmann Maxim. Dort lässt er die 16-jährige Tscherkessin Bela entführen, gewinnt ihre Zuneigung und vernachlässigt sie dann (1). Zwischenzeitlich kann er die Festung für zwei Wochen verlassen, geht mit dem Fatalisten Wulitsch eine Wette ein und erlebt dessen gewaltsamen Tod (6). Fünf Jahre danach kommt es auf der Reise von Petersburg nach Persien durch Zufall zu einer kurzen Wiederbegegnung mit Maxim (2). Unbestimmte Zeit später stirbt Petschorin auf dem Rückweg von Persien; woran, bleibt offen (3).

## Entstehung

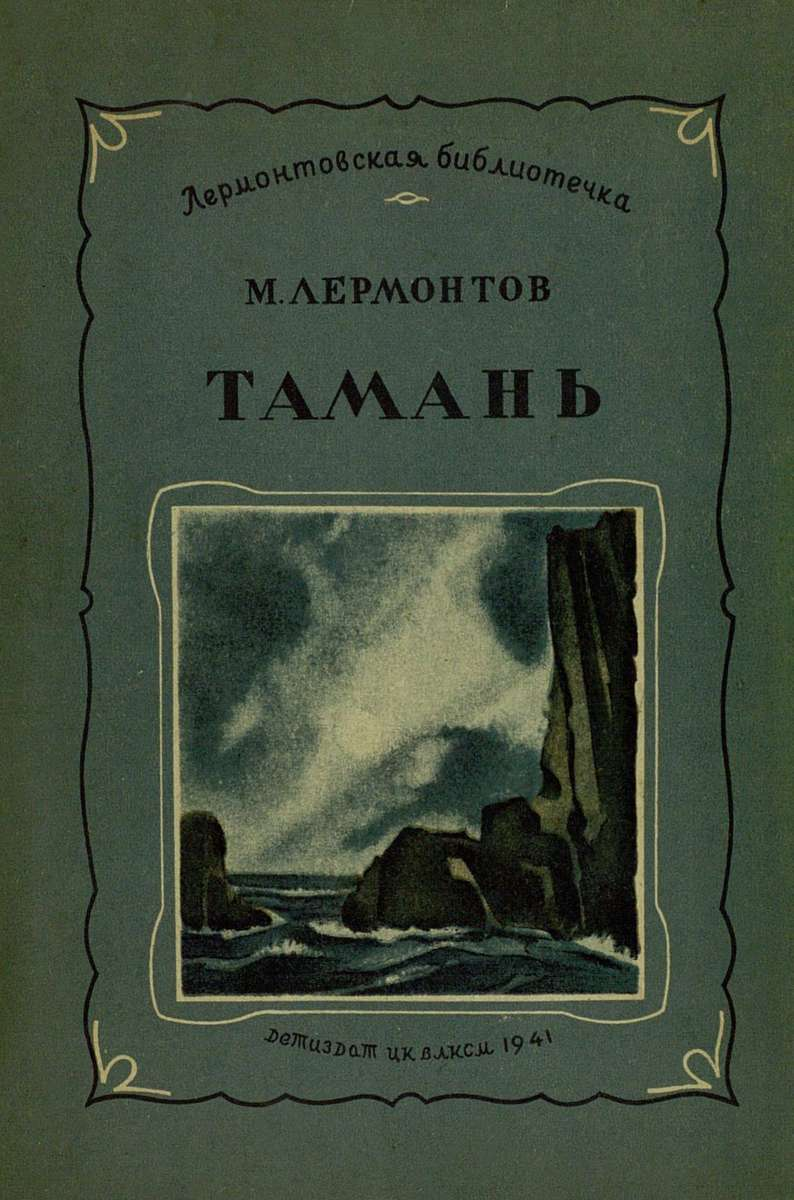
Auch später wurden einzelne Erzählungen separat publiziert, hier Taman 1941.

Ein Held unserer Zeit ist das einzige Prosawerk, das Lermontow abgeschlossen hinterließ, bevor er 26-jährig in einem Duell – seinem zweiten – den Tod fand. Die Schwierigkeiten, die er zu bewältigen hatte, um den Roman zu vollenden, waren formaler Natur. Inhaltlich bewegte er sich auf vertrautem Terrain; viele seiner zuvor entstandenen Poeme kreisten um das Thema des „zerrissenen Helden“; nicht wenige gerade der bedeutenderen Dichtungen verarbeiteten Stoffe, die den Kaukasus zum Hintergrund hatten – eine Welt, die der gebürtige Petersburger schon als Kind kennengelernt und die ihn tief geprägt hatte.
An zwei Romanen hatte sich Lermontow schon versucht. Sein zweiter, der Gesellschaftsroman Die Fürstin Ligowskaja (1836), spielte bereits in der Gegenwart und enthielt „alle Keime der sozialen und psychologischen Thematik des kommenden russischen Realismus“. Obwohl er unvollendet blieb, bildete er den Grundstein für Prinzeß Mary, die längste Erzählung von Ein Held unserer Zeit. Drei andere – Bela, Der Fatalist und Taman – wurden schon vorab in der Zeitschrift Otetschestwennyje Sapiski publiziert, was ihre Eigenständigkeit unterstreicht. Ergänzt durch die noch fehlenden Teile und in die von Lermontow vorgesehene Ordnung gebracht, erschien der Roman dann 1840 in der von ihm autorisierten Fassung.
Das Problem, das ihm zuvor am meisten zu schaffen gemacht hatte, war, die geeignete Sprache zu finden. Begonnen hatte er, wie die meisten Schriftsteller, als Lyriker. Den „hohen Ton“, den Gedichte in der Regel gut vertragen, nahm er kurzerhand mit, als er sich der Prosa zuwandte. So war sein erster Roman(versuch), Wadim (1832), „bis zum Rand mit grellen, melodramatischen, pittoresken Mitteln gefüllt […] gefühlsmäßig bewegt, rhetorisch und deklamatorisch, voller Vergleiche und Metaphern, voller Fragen und Ausrufe“. An dieser Überfrachtung scheiterte er.
In Erstaunen versetzt die „atemberaubend kurze Zeit“, in der es Lermontow dann doch gelang, sich den Stil zu erarbeiten, den seine Prosa in Ein Held unserer Zeit auszeichnet: seine „Klarheit des Ausdrucks, die Genauigkeit und Einfachheit, Kürze und Dynamik der Erzählung, die Durchsichtigkeit und Gliederung des Satzes“. – „Ich kenne keine bessere Sprache als die Lermontows“, sagte kein Geringerer als Anton Tschechow ausgangs des für die russische Literatur so reichen 19. Jahrhunderts, das mit Puschkin, Gogol und Lermontow begann.

## Form
| Titel                        | (Sub)Genres                        | Erzählinstanz            | Chronologie        |
| ---------------------------- | ---------------------------------- | ------------------------ | ------------------ |
| Bela                         | Romantische Liebesgeschichte       | Ich-Erzähler (und Maxim) | Taman              |
| Maxim Maximowitsch           | Charakterskizze                    | Ich-Erzähler (und Maxim) | Prinzeß Mary       |
| Vorbemerkung zu P.s Tagebuch | –                                  | Ich-Erzähler (und Maxim) | Bela               |
| Taman                        | Romantische Schauergeschichte      | Petschorin               | Der Fatalist       |
| Prinzeß Mary                 | Gesellschaftsroman in Tagebuchform | Petschorin               | Maxim Maximowitsch |
| Der Fatalist                 | Philosophische Erzählung           | Petschorin               | Vorbemerkung       |

| Bela | M. | T. | Prinzeß Mary | F. |

Der Roman ist nicht in Kapitel gegliedert, sondern in fünf Erzählungen. Sie verteilen sich auf drei Erzähler. Erzähler I, und zugleich zentrale Instanz, ist der Ich-Erzähler. Seine Reisebeschreibung, mit der er beginnt, mündet in das Herzstück der ersten Erzählung, die er Erzähler II (Maxim) auf der mehrtägigen Tour in mehreren Etappen entlockt. Der Zufall führt alle drei Erzähler in der zweiten Erzählung kurz zusammen und endet damit, dass Erzähler III (Petschorin, der Protagonist) seine „Papiere“ Erzähler II überlässt, und der wiederum dem Ich-Erzähler, der daraus drei Texte auswählt und, ergänzt durch eine Vorbemerkung, nach Petschorins Tod herausgibt.
In der Zweitausgabe von Ein Held unserer Zeit (1841) kam noch ein Vorwort hinzu, das dem Roman insgesamt vorangeht. Es entstammt unverkennbar der Feder des Autors, der Stellung bezieht zu Reaktionen auf die Erstpublikation. Einige der späteren Ausgaben entfernten es wieder – legitimerweise, da es nicht zur Fiktion gehört. Nicht ganz einheitlich ist auch die Zuordnung von Taman; mitunter rückt die Erzählung, zusammen mit der Vorbemerkung, vom Beginn des zweiten ans Ende des ersten Teils.
Die weitgehende Eigenständigkeit der fünf Erzählungen zeigt sich auch an formalen Unterschieden. Eher marginal sind die der Titelgebung (Taman verweist auf einen Ort, Der Fatalist auf einen Typus statt auf einen Namen, wie die restlichen drei), deutlich hingegen ihre stark voneinander abweichende Länge sowie ihre Zugehörigkeit zu ganz unterschiedlichen Genres und Subgenres. So folgt beispielsweise auf das kurze schauerromantische Prosastück Taman die sechsmal so lange Erzählung Prinzeß Mary, fast ein „Roman-im-Roman“, worin trotz extrem subjektiver Perspektive (Tagebuch) ein realistisch wirkendes zeitgenössisches Bild (eines Teils) der russischen Gesellschaft gezeichnet wird.
Das markanteste Merkmal der fünf Erzählungen ist ihre ungewöhnliche Anordnung. Ein Held unserer Zeit gilt als Musterbeispiel einer sogenannten „Sujetkomposition“, bei der die Reihung der Erzählbausteine nicht der Chronologie folgt, sondern einem bestimmten künstlerischen Zweck. Der besteht hier darin, den Leser allmählich zur Psyche des Helden vordringen zu lassen. Das geschieht in drei Schritten: Zunächst durch eine Geschichte, die ein Dritter erzählt und die das Interesse an ihm weckt (Bela), dann durch die Möglichkeit, vor einer kurzen persönlichen Begegnung sein Äußeres in Augenschein nehmen zu können (Maxim), und schließlich, indem man seine Perspektive einnimmt (Tagebuch).
Hervorzuheben ist die Kunstfertigkeit, mit der Lermontow die einzelnen Schritte vollzieht. Beim zweiten beispielsweise gelingt es ihm filmreif, eine Szenerie herzustellen, die dem Leser größtmögliche Ruhe und Konzentration bei der Betrachtung von Petschorins Äußerem verschafft. Zwei Kunstgriffe genügen: Maxims Abwesenheit und des Ich-Erzählers Privileg, dass Petschorin ihn (noch) nicht kennt, als dieser auf der Bildfläche erscheint. Das gewährleistet, dass der Beobachtete sich nicht verstellt, und schließt jedwede Ablenkung, die ein Gespräch mit sich bringen würde, aus.
Beim ersten Schritt ist es der in jeder Hinsicht stimmige Charakter des Maxim, der besondere Beachtung verdient. „Stimmig“ erstens als zeitweiliger Reisegefährte des unerfahrenen Ich-Erzählers (den Einheimischen mit allen Vorurteilen, aber auch mit Respekt begegnend), zweitens als zeitweiliger Vorgesetzter eines so eigenwilligen Charakters wie Petschorin (den er nicht in die Schranken zu weisen vermag mangels militärischer Härte und dank menschlicher Güte), und drittens als der Erzähler, der das erste Bild vom Helden vermittelt und das man sich sowohl wahrheitsgetreu als auch im besten Sinne „oberflächlich“ wünscht, das heißt frei von Wertungen. Genau dafür steht Maxim (man vergleiche den Schluss der letzten Erzählung): ein verlässlicher Berichterstatter, aber weder „Psychologe“ noch moralischer „Scharfrichter“. Das soll ja, so Lermontows offensichtliche Absicht, dem Protagonisten vorbehalten bleiben.
Auch dem Leser bleibt einiges in punkto Verständnis und Urteil vorbehalten. Bewertet er zum Beispiel Belas Entführung, unter dem Eindruck der Prinzeß Mary-Erzählung, rückblickend neu? Aus dem Tagebuch des Protagonisten kann der Anstoß dazu nicht kommen, denn für ihn liegt ja die Bela-Geschichte, die man als Leser schon kennt, zu dem Zeitpunkt in der Zukunft. Die Inversion der Erzählungen bewirkt also nicht nur ein tieferes Eindringen in die Psyche des Helden, sie aktiviert auch den Leser. Nimmt man die ungewöhnlichen Genre- und Perspektivwechsel hinzu, wird ersichtlich, dass Lermontow dem Leser einiges abverlangt – oder viel zutraut. Ein sehr modern anmutender Erzähler!
Puschkin hat in der russischen Literatur der Neuzeit alle Maßstäbe gesetzt, auch in der Prosa, und ihr, laut Nabokov, mit den Erzählungen Belkins die „ersten fünf Stories von bleibendem Wert“ beschert. Als Vergleichstext zum Helden unserer Zeit spielt allerdings Eugen Onegin eine größere Rolle, vor allem bezüglich der Protagonisten. Einige formale Vergleichspunkte sind aber kaum weniger interessant. Als zeitgenössischer Literaturkritiker urteilte Wissarion Belinski, bei Puschkin sei alles organisch miteinander verbunden, sodass man kein Teil verändern oder vertauschen könne. Bei Lermontow hingegen könne man sich vorstellen, Teile sogar durch andere zu ersetzen, ohne dass dessen „Einheitlichkeit des dichterischen Empfindens“ (die er in den höchsten Tönen lobt) darunter leiden müsse. – Als heutiger Übersetzer beider Dichter meint Peter Urban, dass Lermontow zwar auch der Ironie fähig sei, doch Puschkins „Heiterkeit“, „spielerische Leichtigkeit“, „lächelnde Ironie“ suche man bei ihm vergebens. Lermontows „Muse“ sei die „des Freiheitsdursts, der hoffnungslosen Einsamkeit, der bitteren Enttäuschung und […] der Rache“. Sein Roman markiere 1840 „das abrupte Ende der russischen Romantik“.

Protagonisten
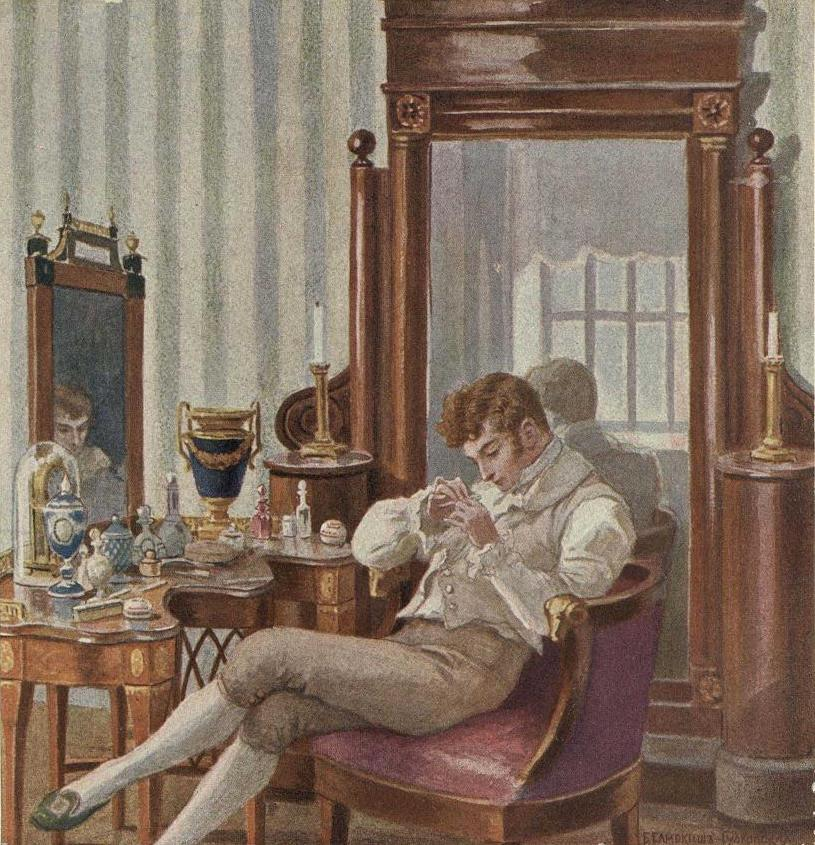
Onegin (J.P. Samokisch-Sudkowskaja)
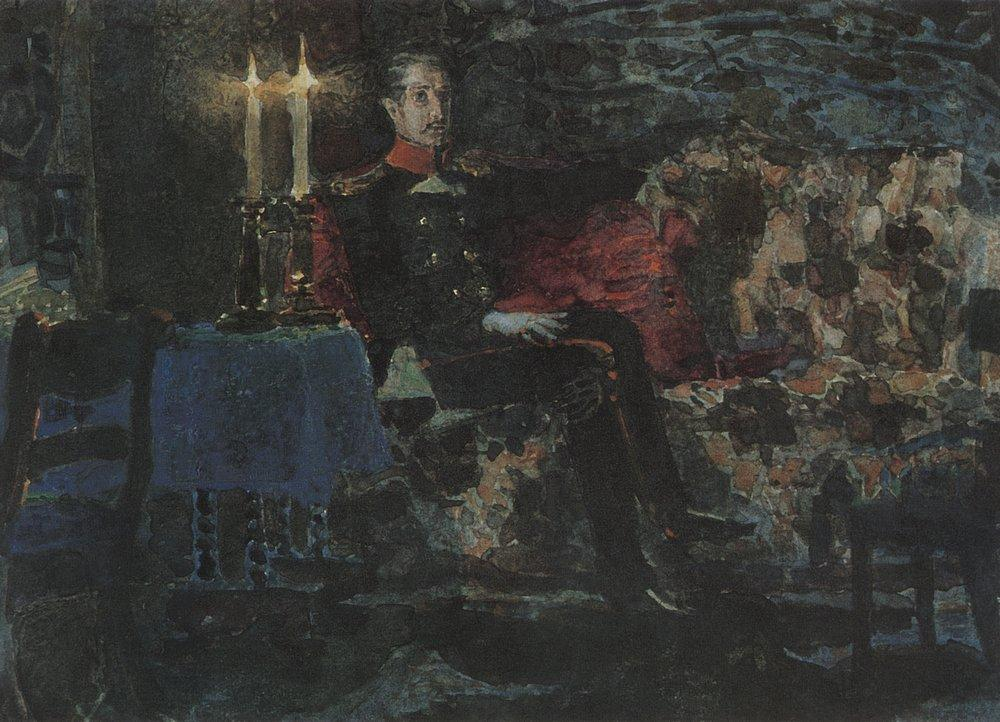
Petschorin (M.A. Wrubel)

## Der Protagonist
Romantitel weisen oft auf den Protagonisten hin. Lermontow tat dies auch, aber nicht wie zumeist üblich durch Nennung des Namens, sondern indem er ihm einen gewissen Rang einräumte, und keinen geringen. Die Leserschaft war also schon mit dem Titel herausgefordert, die russische umso mehr durch eine grammatische Besonderheit. Substantive werden im Russischen ohne Artikel gebraucht, wodurch man Geroj našego vremeni „unbestimmt“ als „Ein Held…“, aber auch „bestimmt“ als „Der Held unserer Zeit“ verstehen kann. Ein solcher Anspruch – ironisch gemeint oder nicht – konnte nicht ohne Widerspruch bleiben. Lermontow reagierte auf die Kritik mit einem Vorwort zur Zweitauflage. Unmaskiert als Autor auftretend, stellte er darin klar, dass Petschorin weder sein Alter Ego noch als Vorbild gedacht sei, dass dessen Porträt nicht auf einen einzelnen Menschen, sondern auf eine Vielzahl von Zeitgenossen zurückgehe, und dass er deren Untugenden weder beschönigen noch moralisierend bewerten wolle.
Allerdings hatte Lermontow manchem Einwand auch Vorschub geleistet. So war die Annahme, dass er in Petschorin ein kaum verhülltes Selbstporträt gezeichnet habe, nicht ganz unberechtigt. Vieles von dem, was über den Autor öffentlich bekannt war, fand man in seinem Protagonisten wieder, neben Äußerlichkeiten wie Alter, Herkunft, Berufsstand auch Unverwechselbares in seiner Wesensart, seinem Auftreten, seinem Image (als „Enfant terrible“), bis hin zu seiner Begeisterung für den Kaukasus. – Genährt wurde die Annahme auch durch den Bekanntheitsgrad des literarischen Werks, das den Heldentypus à la Petschorin begründet hatte – Childe Harold’s Pilgrimage – und das stark autobiografisch war, was sein Autor Lord Byron letztlich auch eingestand. Puschkin hingegen, der mit Eugen Onegin den russischen Prototyp des „Byronschen Helden“ geschaffen hatte, zog gleich zu Beginn seines Versromans eine klare Trennlinie zwischen seinem Ich-Erzähler und dem Protagonisten. Da Lermontow dies vermied oder versäumte, sah er sich zu nachträglicher Klärung veranlasst.

Die Autoren „romantisch“ gekleidet
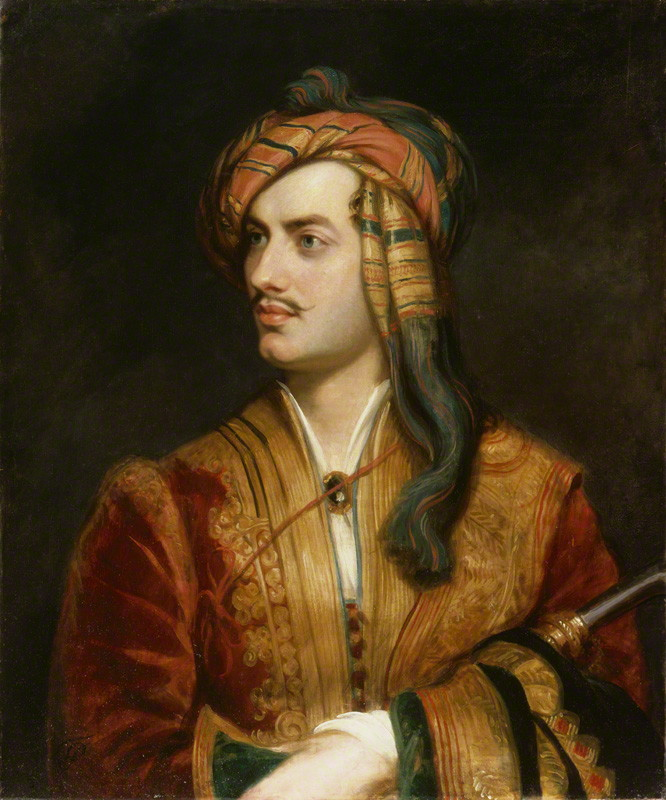
Byron
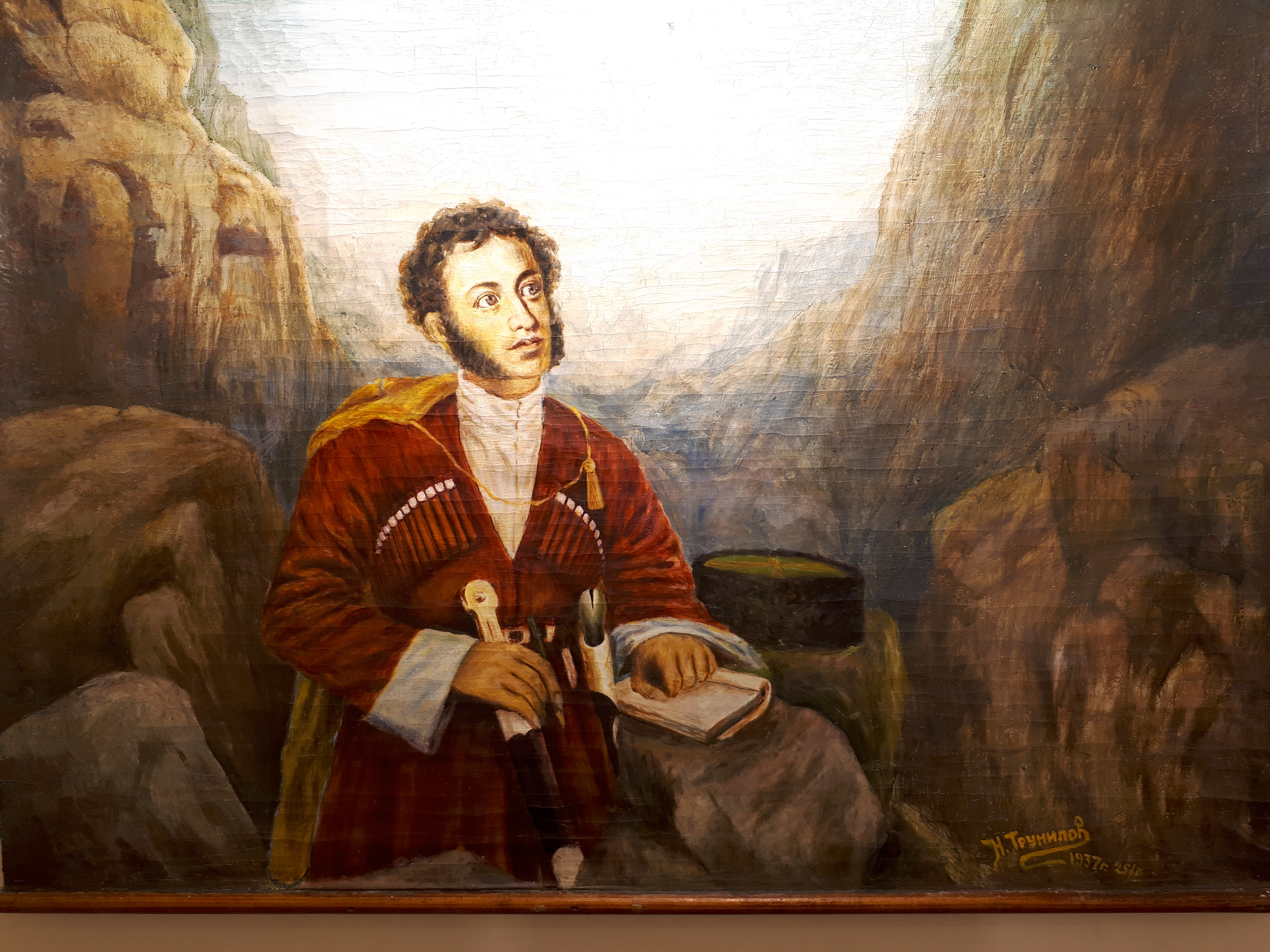
Puschkin
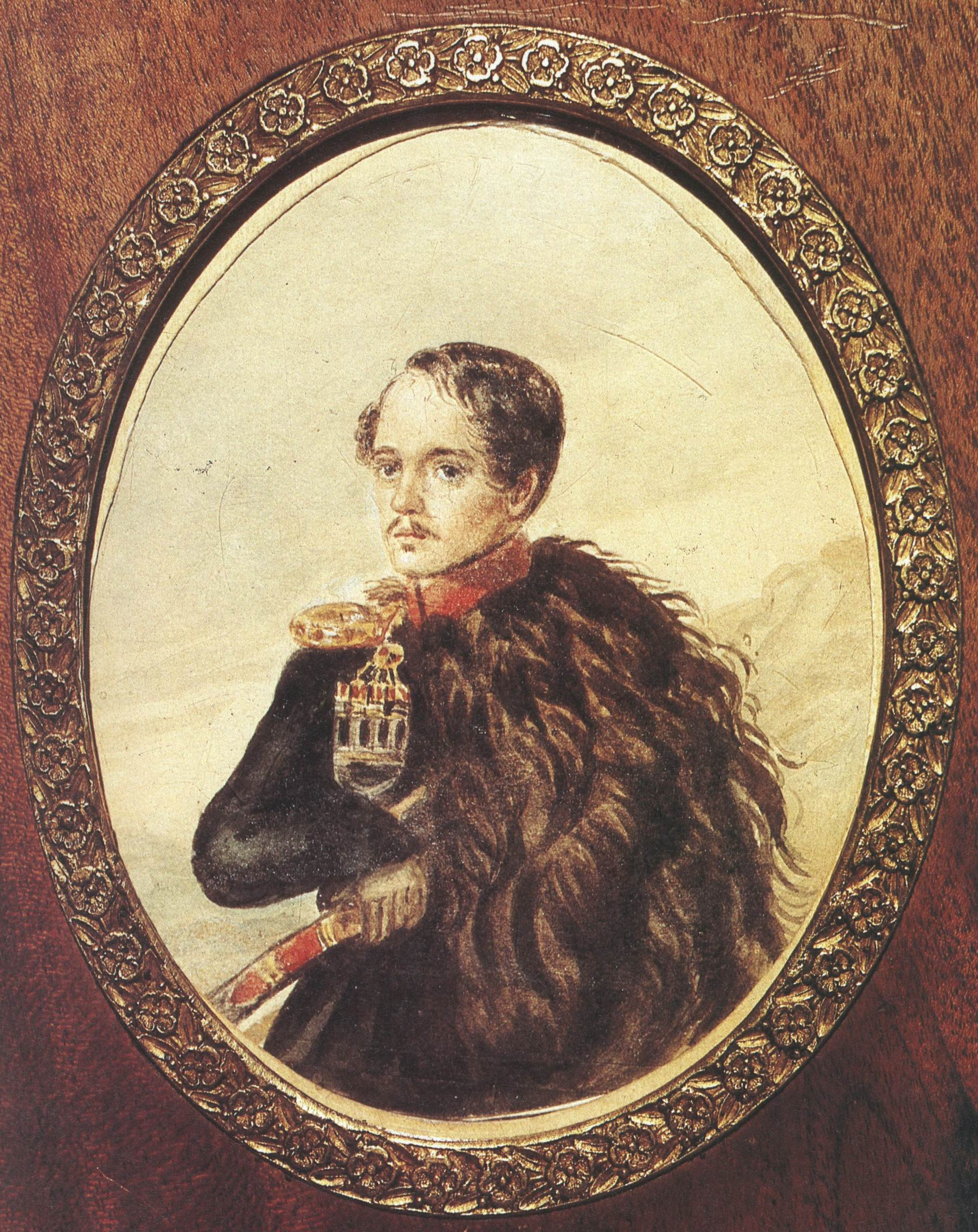
Lermontow (Selbstporträt)

Ihr Verhältnis zum Ich-Erzähler bzw. Autor ist eins der wichtigeren Unterscheidungsmerkmale der drei Helden Byrons, Puschkins und Lermontows. Die „Schnittmenge“ ihrer Gemeinsamkeiten ist nicht unerheblich und lässt sich wie folgt zusammenfassen: Ihre privilegierte aristokratische Herkunft erlaubt ihnen, ungebunden zu leben, die Ehe zu meiden und sich Affären zu leisten. Geistig sind sie den meisten überlegen, treten stolz und selbstbewusst auf, wirken aber auch arrogant. Ihr Außenseitertum macht sie für nicht wenige Frauen attraktiv, für Männer eher zu Egoisten. In Ermangelung erstrebenswerter Ideale oder Ziele empfinden sie zunehmende innere Leere. Für Harold und Onegin, Müßiggänger und Dandys, führt der Überfluss zu Überdruss und Langeweile; Harold wird zum Melancholiker mit „Weltschmerz“, Onegin zum „Kauz“ mit einem „Spleen“. Petschorins Langeweile ist eher zyklischer Natur: Stets erlischt sein Interesse, sobald er etwas erreicht hat; am Ende bleibt ihm, wie Harold, nur noch das Reisen.
Nachfolger des „Byronschen Helden“ gab es in der russischen Literatur wesentlich mehr als im restlichen Europa; bei den Vorläufern war es umgekehrt. Diese reichten von Chateaubriands René über Goethes Werther bis zu Shakespeares Hamlet. Den spezifisch russischen Heldentypus, beginnend mit Eugen Onegin, benannte man später um in „überflüssiger Mensch“, dem Titel einer Erzählung Turgenjews entnommen. Als Paradebeispiel gilt Gontscharows Oblomow; andere Nachfolger waren Herzens Beltow (Wer hat Schuld?), Turgenjews Rudin oder Tschechows Iwanow. Der neue Terminus „überflüssiger Mensch“ bezeichnete den russischen Typus genauer: Im Unterschied zum „Weltschmerz“-Melancholiker Harold, der noch auf seine Mitmenschen einwirken wollte, kreist der „spleenige Kauz“ Onegin nur noch um sich selbst.
Lermontow legte seinen Protagonisten bewusst in der Gefolgschaft Onegins an. Eine formale Parallele zeigt sich in der Namensgebung per Hydronym: Onegin ist vom See Onega abgeleitet, Petschorin vom Fluss Petschora. Die auffälligste inhaltliche Parallele ist die nahezu kongruente Dreiecksgeschichte um zwei befreundete junge Männer und eine attraktive junge Frau, die an sich gar kein Konfliktpotenzial birgt, da nur einer (der Freund) die Frau begehrt, aber von dem anderen (dem Protagonisten) eines Tages durch einen provozierenden Flirt so gereizt wird, dass er ein Duell fordert, was der Protagonist unsinnigerweise annimmt und für den Freund tödlich endet. In einer Nuance weichen die Geschichten voneinander ab: Onegin flirtet aus Leichtsinn, Petschorin aus Berechnung. Für die Beurteilung von Lermontows „Helden“ hatte das natürlich Folgen. Nicht zuletzt auch mit Blick auf den Romantitel. Bis heute gehen darüber die Meinungen auseinander, wie die Rezeptionsgeschichte zeigt.

Duelle
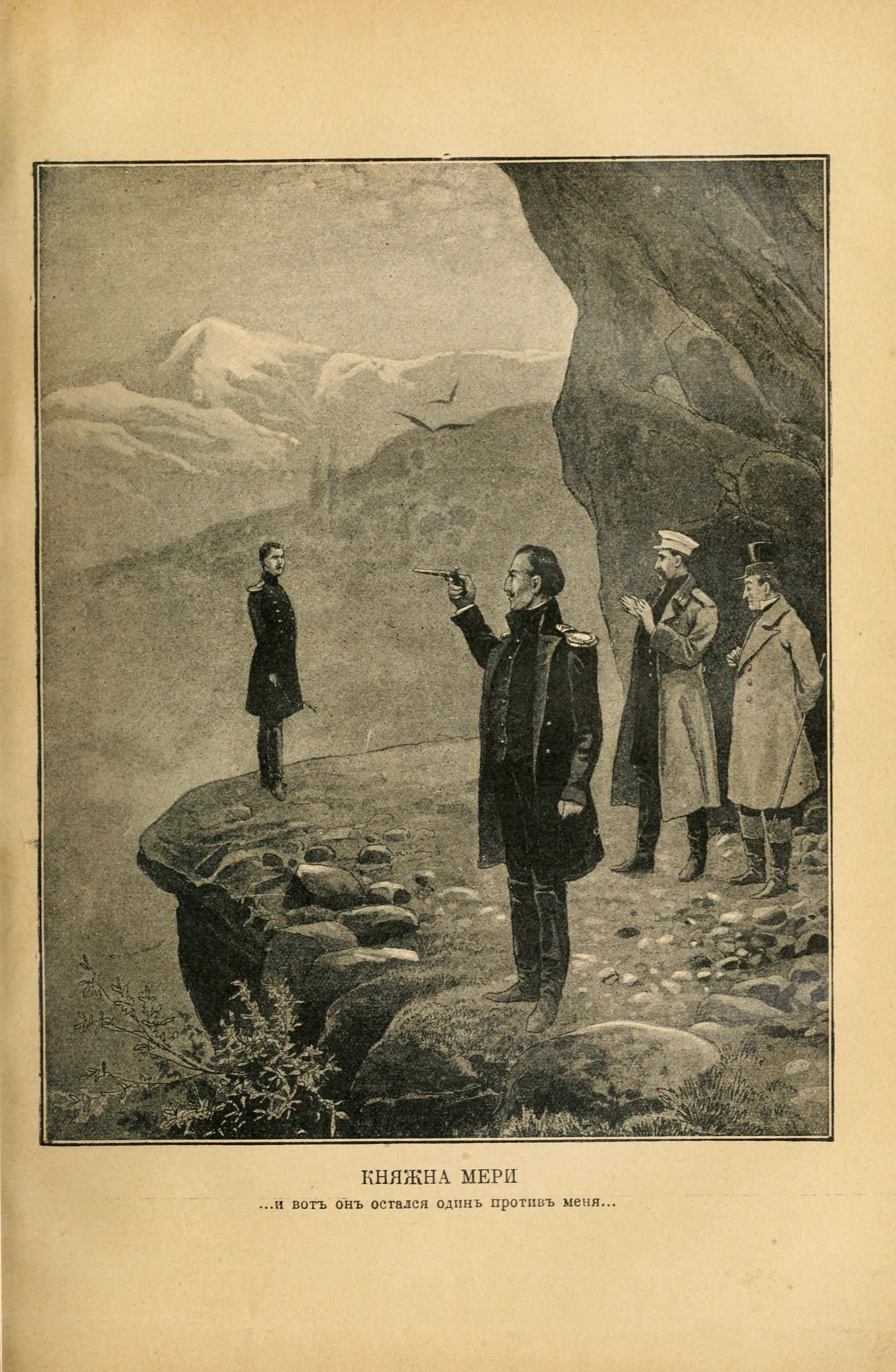
Das Duell im Roman (W.A. Poljakow)
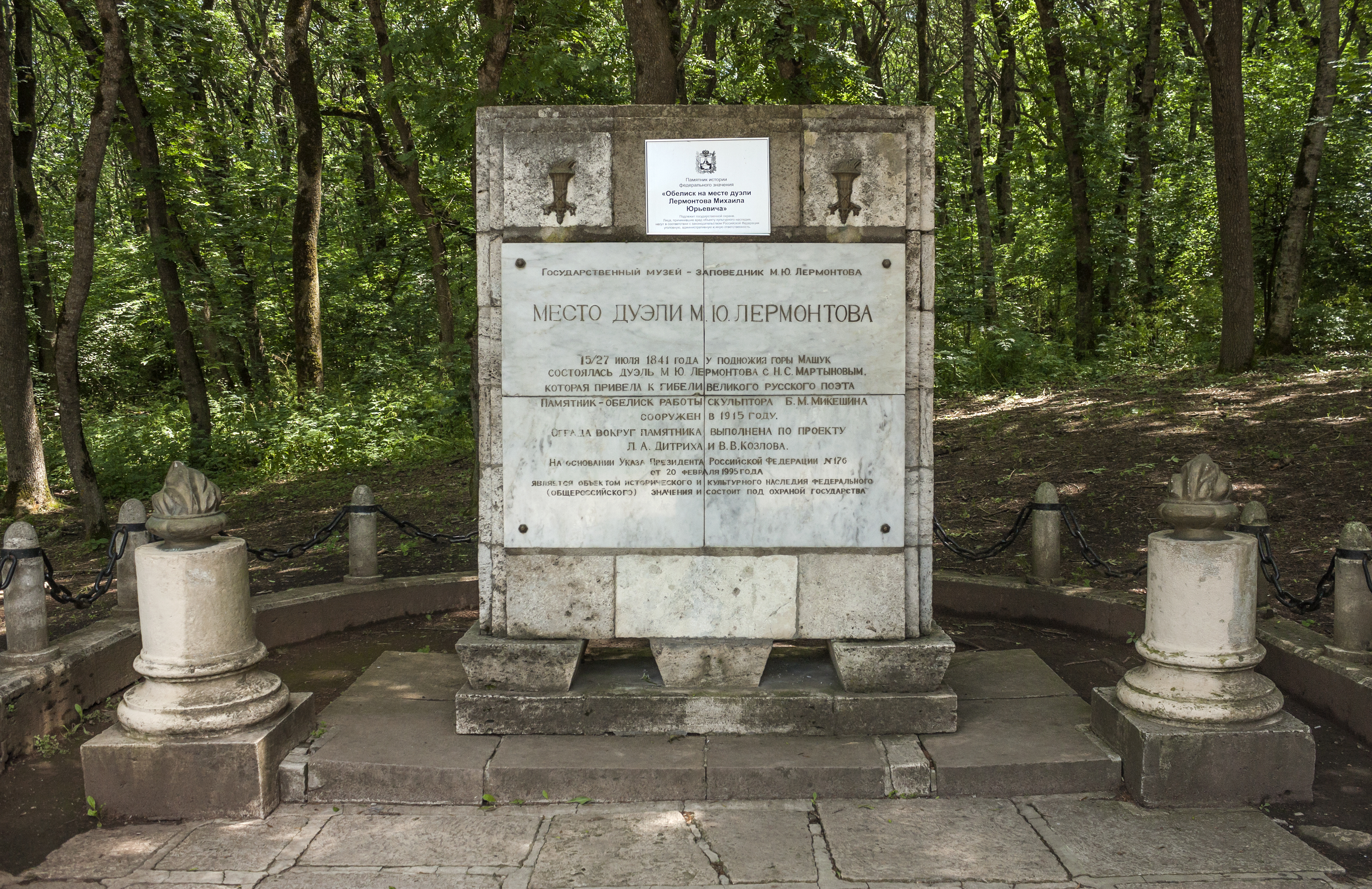
Der Ort des für Lermontow tödlichen Duells
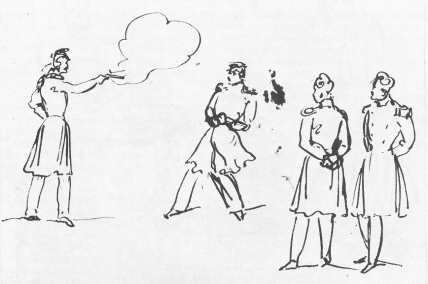
Zeichnung von Lermontow

## Rezeptionsgeschichte

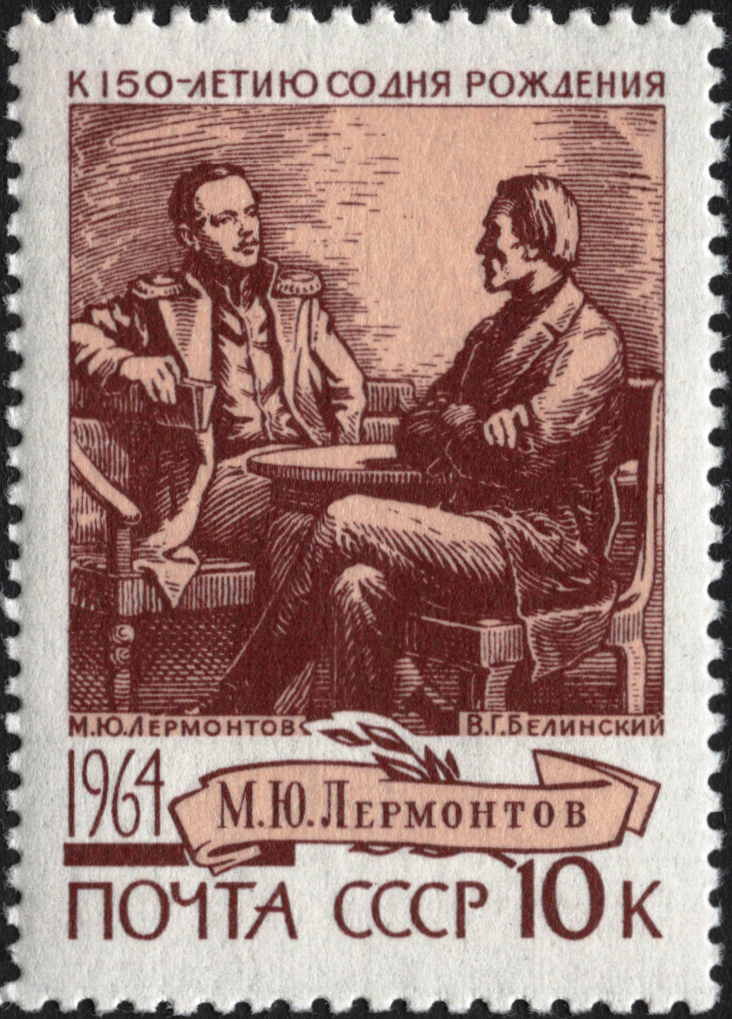
Sowjetische Briefmarke von 1964 mit Lermontow und Belinski

Es überrascht nicht, dass Petschorin in der fast 200-jährigen Rezeptionsgeschichte von Lermontows einzigem vollendeten Roman den weitaus größten Raum beansprucht. Schließlich handle es sich, wie ein Vortragender auf einem Lermontow-Symposium 2005 feststellte, „um einen der am schwierigsten zu klassifizierenden Helden der russischen Literatur, […] der sich auf keinen Fall endgültig und eindeutig festlegen“ lasse.
Dabei habe schon die frühe Rezeption zwei Interpretationsansätze geliefert, auf die alle späteren zurückgeführt werden könnten. Beide stammten von Wissarion Belinski, persönlich mit Lermontow bekannt, wie dieser noch keine 30 und bereits der wichtigste Literaturkritiker und -förderer Russlands. In einer ersten Kurzrezension beschrieb Belinski Petschorins „Entwicklung“, analog zum Verlauf der Handlung, als Kreisbewegung, wodurch er am Schluss als „ein genauso undurchsichtiges und rätselhaftes Wesen“ erscheine wie zu Beginn. In einer nachfolgenden längeren Abhandlung hingegen sah er in Petschorin einen „willensstarken und tapferen Helden, der zwar voller Ideale und Prinzipien sei, jedoch in Ermangelung einer wahrhaften und edlen Aufgabe an der dadurch entstehenden inneren Leere leide und diese durch – sei es auch ziellose – Tätigkeit auszufüllen versuche“.
Ein Jahrhundert später war es für die sowjetische Literaturwissenschaft naheliegend, über Interpretationsansätze wie letzteren sowohl Belinski als auch Petschorin ideologisch zu vereinnahmen. Die Handlungszeit fällt in das Jahrzehnt nach der Niederschlagung des Dekabristenaufstandes – eine Periode der Stabilisierung des autoritären zaristischen Herrschaftssystems, das alle freiheitlichen Regungen im Keim erstickte. Man kann sich Petschorin sehr gut als Unruhestifter, Widerständler, als „postdekabristischen Empörer“ vorstellen; mit einigen seiner Tugenden, wie Unangepasstheit, Entschlossenheit und Wagemut, scheint er geradezu prädestiniert dafür; jedoch finden sich im Text keinerlei Anhaltspunkte für ein politisch motiviertes Denken und Handeln seinerseits.
Der direkte Vergleich mit Petschorins „älterem Bruder“, Puschkins Onegin, ist bis heute für viele Interpreten eine reizvolle Disziplin der geistigen Auseinandersetzung geblieben. Belinski machte auch hier den Anfang. Für ihn ist Petschorin ein Getriebener, der dem Leben nachjage, sich selbst in seinen Irrungen anklage und der zu keinem Zeitpunkt so übersättigt, gleichmütig und apathisch wie Onegin werde. Beide spiegelten sie ihre Zeit, ihre Generation, weshalb man Petschorin den „Onegin unserer Zeit“ nennen könne. – Fürst Pjotr Kropotkin interessierte sich zu Beginn des 20. Jahrhunderts mehr für den Typus und hielt Petschorin für einen „äußerst fähigen, kühnen, unternehmenden Mann, der seine Umgebung mit kalter Verachtung betrachtet. Er ist zweifellos ein höherer Typus als Puschkins Onegin; aber er ist vor allem ein Egoist, der für seine größeren Fähigkeiten keine bessere  Verwendung findet als alle möglichen Arten wahnsinniger Abenteuer, die immer mit Liebesaffären zu tun haben“. – Von einem ähnlichen Vergleich ausgehend, diagnostiziert Christoph Koch Petschorins verhängnisvolle Neigung aus heutiger Sicht so: „In Petschorin liegen nicht, wie bei Onegin, eine enorme geistige Befähigung und ein von vornherein schlechter Charakter miteinander im Widerstreit, er ist auch nicht von Natur aus schwach. Sein im Grunde starker Charakter wird im Gegenteil erst durch die rückhaltlose intellektuelle Selbstzergliederung zersetzt, die sein Prinzip ist. Indem er allen Genuss und alle Erkenntnis als schal empfindet, verdammt er sich selbst zur Untätigkeit und Resignation.“
Adolf Stender-Petersen glaubt, dass Lermontow als „Endziel“ weniger die Enthüllung des „Typs an sich“ vorschwebte als vielmehr die „bittere Enthüllung der sozialen Verhältnisse, die einen solchen Menschentyp hervorbrachten“. Sein Vorwort zeuge davon, dass er fest gewillt war, den mit „Zuckerwerk überfütterten“ Lesern „eine bittere Arznei, die volle Wahrheit“ zuzumuten. Jedoch habe er nicht konsequent durchgehalten, kritisiert Stender-Petersen, als es galt, „die herbe Wahrheit unversüßt wiederzugeben. Dadurch, dass er Petschorin vor dem Hintergrund der großartigen romantischen kaukasischen Natur darstellte, entschuldigte er gewissermaßen seine seelische Unzulänglichkeit und warf einen Schleier der Größe über seine Kälte und seinen Egoismus“. An diesem Punkt trifft er sich mit Belinski, der Lermontow dafür getadelt hatte, dass sein Held ihm zu nahe stehe, sodass er „nicht imstande war, sich von ihm zu lösen und ihn zu objektivieren“.
Alexander Graf, der mit der eingangs erwähnten These aufwartete, Petschorin lasse sich auf keinen Fall endgültig und eindeutig festlegen, fügte ihr in seinem Vortrag einen weiteren Beleg hinzu. Er schlug vor, den Text so zu deuten, dass Petschorin all seine Langeweile, Gleichgültigkeit und Gefühlskälte nur vortäusche, dass er all seine Energien darauf verwende, die Rolle des kühlen und berechnenden Rationalisten zu spielen, der er so ganz und gar nicht sei. Der linearen Erzählung folgend, weist Graf auf Textstellen hin, die Petschorins Festhalten an seiner Pose immer deutlicher hervortreten lassen – bis zum Duell mit Gruschnitzkij, das ein völlig neues Licht auf die Beteiligten wirft, und anschließend auch auf Petschorins Tagebuch, das in der Regel als Dokument der Selbstanklage interpretiert wird, in Grafs Deutung jedoch auch als Zeugnis der Selbsttäuschung, des Selbstbetrugs gelesen werden kann.
Die jüngste Neuübertragung von Ein Held unserer Zeit ins Deutsche stammt von Peter Urban und erschien 2006 im Verlag Friedenauer Presse, ergänzt durch Anmerkungen, Begleitmaterial und ein Nachwort, worin Urban die mehrfache Ausnahmestellung des Romans in künstlerischer Hinsicht würdigt: als modernster Roman der russischen Literatur des 19. Jahrhunderts, als erster psychologischer Roman der russischen Literatur überhaupt und als singulär bezüglich seiner Erzähltechnik, aus der keine „Schule“ hervorgegangen sei. Aus aktuellem Anlass hob Urban ferner hervor, dass Lermontows Gesamtwerk „enger mit dem Kaukasus und den russischen Kaukasuskriegen verbunden sei als das jedes anderen russischen Dichters“ und dass keiner vor ihm „mit solch scharfer Genauigkeit die großrussischen nationalen Vorurteile gegenüber den Bergvölkern des Kaukasus“ beschrieben habe.

## Adaptionen
Ein Held unserer Zeit, Hörspiel basierend auf der Übersetzung von Peter Urban, Bearbeitung: Elisabeth Panknin, Mitwirkende: Gunther Schoß, Michael Rotschopf, Maxim Kowalewski, Jeanette Spassova, Ingo Hülsmann, Donata Höffer, Linda Olsansky, Komposition: Andreas Bick, Regie: Oliver Sturm, HR/SWR/DLF 2008, Dauer: ca. 98', Erstsendung: 6. April 2008
Im Jahr 2014 adaptierte die deutsche Regisseurin Kateryna Sokolova Lermontows Roman für die Bühne. Das Stück, das sich auf die Handlung der längsten Novelle, Prinzessin Mary, konzentriert, wurde am 28. Mai im Schauspielhaus Zürich in einer Inszenierung von Kateryna Sokolova uraufgeführt. Die Produktion erhielt allgemein positiven Beifall, besonders hervorgehoben wurde, dass „weder die sprachlichen Finessen noch die gesellschaftlichen Lähmungserscheinungen“ der literarischen Vorlage verloren gegangen seien.

## Deutsche Übersetzungen und Ausgaben
- Petschorin oder Ein Duell im Kaukasus. Aus den hinterlassenen Papieren eines russischen Offiziers. anonym, Frankfurt a. M. 1845
- Der Held unserer Zeit. Kaukasische Lebensbilder. Aus d. Russ. übers. von A. Boltz, Berlin 1852
- Ein Held unserer Zeit. Aus d. Russ. übers. von W. Lange, Leipzig 1878
- Ein Held unserer Zeit. Aus d. Russ. übers. von Michael Feofanoff, Insel Verlag, Leipzig 1906 (auch im Projekt Gutenberg-DE)
- Ein Held unserer Zeit. Aus d. Russ. übers. von Arthur Luther. In: Werke, Leipzig 1922
- Ein Held unserer Zeit. Aus d. Russ. übers. von Johannes von Guenther, München 1923
- Der Held unserer Zeit. Aus d. Russ. übers. von F. Frisch, Zürich 1945
- Ein Held unserer Zeit. Aus d. Russ. übers. von Arthur Luther. In: Ausgewählte Werke, Verlag für fremdsprachige Literatur, Moskau 1948
- Ein Held unserer Zeit. Aus d. Russ. übers. von E. Müller-Kamp, Zürich 1963
- Ein Held unserer Zeit. Aus d. Russ. übers. von Arthur Luther. Nachwort von A. Naumann. In: Werke, Frankfurt a. M. 1963
- Ein Held unserer Zeit. Aus d. Russ. übers. von Johannes von Guenther, Reclams Universal-Bibliothek, Stuttgart 1968
- Ein Held unserer Zeit. Aus d. Russ. übers. von Günther Stein. Mit einem Anhang von Wissarion Belinski: „Ein Held unserer Zeit. Ein Werk von Michail Lermontow.“ Aus dem Russ. übers. von Alfred Kurella, Verlag Philipp Reclam jun., Leipzig 1980
- Ein Held unserer Zeit. Aus d. Russ. übers. von Arthur Luther, Diogenes Taschenbuch, Zürich 1986
- Ein Held unserer Zeit. Aus d. Russ. übers. von Günther Stein, Frankfurt a. M. 1989
- Ein Held unserer Zeit. Aus d. Russ. übers. von Günther Stein, Deutscher Taschenbuch Verlag, München 1989
- Ein Held unserer Zeit. Aus d. Russ. übers., herausgegeben, mit Anhang und Nachwort von Peter Urban, Friedenauer Presse, Berlin 2006
- Ein Held unserer Zeit. Aus d. Russ. übers. von Günther Stein, Insel Verlag, Berlin 2014